# Миклош Хорти
Миклош Хорти (на унгарски: Horthy Miklós) e унгарски политик – регент на краля (фактически държавен глава) на Унгария между 1 март 1920 г. и 16 октомври 1944 г., а преди това е австро-унгарски висш морски офицер и командващ унгарските въоръжени сили.
Миклош Хорти е контраадмирал, последният главнокомандващ на австро-унгарския флот до 31 октомври 1918 г. (Австро-Унгария, за разлика от следвоенна Унгария, има излаз на море), когато той е предаден на новообразуваното Кралство на сърби, хървати и словенци.
По времето на Хорти Унгария продължава да бъде кралство, но престолът е овакантен (след официалното отхвърляне на последния крал Карл IV, който едновременно е и император на Австрия под името Карл I). Така Миклош Хорти всъщност става адмирал без флот и регент на крал в кралство без крал.
По негово време от Унгария са депортирани 437 хиляди унгарски евреи в германски концентрационни лагери. Въпреки това, по настояване на Сталин, никога не е бил подвеждан под отговорност, изслушван е от Нюрнбергския международен трибунал само като свидетел. След това се оттегля в Португалия, където живее до смъртта си през 1957 г.
Официалното е наричан Негово светло височество, регент на Кралство Унгария (Ő Főméltósága a Magyar Királyság Kormányzója).
В началото на кариерата си е фрегатен лейтенант в Австро-Унгарския флот през 1896 г., и достига ранг Адмирал през 1918 г. Служи в Отрантски проток, както и в Битката при Отрантския залив, и става главнокомандващ на флота в последната година от Първата световна война. През 1919 г., след поредица от революции и интервенции в Унгария, включващи кратковременната Унгарска съветска република, Румъния, Чехословакия и Югославия, Хорти се завръща в Будапеща с Националната армия, където издига регентско правителство.
Хорти води правителство с консервативно националистически характер през междувоенния период, като забранява комунистическата партия и предприема иредентистка политика в разрез с Трианонския договор. Карл IV се опитва да си възвърне трона от Хорти, но не успява. През 1921 г. парламентът формално прави нищожен Прагматичната санкция, с което на практика детронира Хабсбургите.
В края на 30-те години, външната политика на Хорти го тласка към съюз с Нацистка Германия. С подкрепата на Адолф Хитлер, Хорти слага ръка на етническите унгарски земи, загубени след Първата световна война общо четири пъти. Под неговото командване, Унгария участва в нахлуването в Съветския съюз и Югославия. Сдържаността на Хорти при подпомагането на германските военни планове, както и спрямо депортирането на унгарските евреи, съчетано с опити да се постигне тайна сделка със Съюзниците, в крайна сметка принуждават германците да направят инвазия и да поемат контрола върху страната през март 1944 година. През октомври 1944 г. Хорти обявява, че Унгария ще се предаде и ще се оттегли от силите на Оста. Той е принуден да си подаде оставката, вкаран е в ареста, и е закаран в Бавария. В края на войната, той е поставен под надзора на американски войници.
Появява се като свидетел на Нюрнбергския военен трибунал през 1948 г., след което се преселва и изживява последните си години в изгнание в Португалия. Мемоарите му (Ein Leben für Ungarn) са публикувани за първи път през 1953 г. Продължава да бъде спорна и разединяваща историческа фигура в съвременна Унгария.